# Dominus (bier)
Dominus is een Belgisch bier. Het wordt gebrouwen voor brouwerij John Martin, gevestigd te Genval. Waar de bieren gebrouwen worden, wordt niet bekendgemaakt door de firma.

## Bieren
Er bestaan 2 varianten:
- Dominus Dubbel  is een bruin dubbel bier met een alcoholpercentage van 6,5%. Het wordt gepromoot als “monastiek bier”.
- Dominus Tripel  is een blonde tripel met een alcoholpercentage van 8%.

## Prijzen
- In 2008 kreeg Dominus Dubbel 3 sterren op de Superior Taste Award van het International Taste & Quality Institute.